# Manuel Joaquim Nogueira
Manuel Joaquim Nogueira (Tomar, 11 de Novembro de 1783 — Caldas da Rainha, 2 de Janeiro de 1862) foi um magistrado e político português, conselheiro de Estado, comendador da Ordem de Nossa Senhora da Conceição de Vila Viçosa e fidalgo cavaleiro da casa real. Foi pai de Rodrigo Zagalo Nogueira e avô de José Augusto Nogueira Sampaio.

## Biografia
Em 1808 frequentava a Universidade de Coimbra, quando Portugal foi invadido pelo exército francês, levado pelo seu amor Pátrio, alistou-se, no Batalhão de Voluntários Académicos, passando para a primeira linha como alferes até 1813, em que pediu a demissão para completar a sua formatura, foi condecorado com a Cruz de ouro da Guerra Peninsular, e com a da Batalha de Albufeira a que assistiu.
Formado em direito, estabeleceu-se como advogado em Tomar, onde esteve até 1823, data em que partiu para Angra do Heroísmo.
Em 1828 tomou parte importante no movimento liberal da ilha Terceira, sendo um dos conjurados da revolução de 22 de Junho, sendo nomeado secretário do Governo Provisório.
Foi o encarregado de ir a Inglaterra e ao Rio de Janeiro levar a participação de estar estabelecido na Terceira o Governo Constitucional, não passando de Londres por haver chegado àquela cidade a embaixada do Rio de Janeiro.
Voltando à Terceira conseguiu desembarcar iludindo o bloqueio que circundava a ilha, e foi nomeado juiz da Relação, criada em Angra do Heroísmo, e em seguida secretario da junta do Paço, e da junta de agricultura. Foi ainda Procurador Régio da suprema junta de justiça.
Acompanhou o exército libertador para o Porto, como oficial maior da secretaria da justiça.
Foi juiz da Relação de Lisboa, e da dos Açores, sendo aposentado como juiz do Supremo Tribunal de Justiça.
Os restos mortais do Dr. Manuel Joaquim Nogueira foram, trasladados para o jazigo de família no cemitério do Livramento, Conceição cidade de Angra do Heroísmo.
Casou com D. Maria Justina Emília Zagalo, de que teve Rodrigo Zagalo Nogueira. Foi filho de Agostinho José Nunes e de D. Maria Rosa Nogueira.